# Sasalbé
Sasalbé est une commune rurale du Mali dans l'arrondissement de Ouro-Modi, le cercle et la région de Mopti.

## Histoire
En novembre 2016, les élections municipales ne peuvent pas se tenir dans la commune pour des raisons de sécurité.

## Villages
La commune s'étend sur 9 localités relevées lors du recensement général de 2009. 
Les villages les plus peuplés sont :
- Borgo (1 036 habitants)
- Belanguel (844 habitants)
- N'Gourema Toboro (840 habitants)